# Ngedechelabed
Le Ngedechelabed est une montagne de la Bloody Nose Ridge, située sur l'île de Peleliu dans l'État du même nom aux Palaos.

## Géographie
Le Ngedechelabed fait partie de la portion des monts Umurbrogol, au sud de la Bloody Nose Ridge